# 石磊 (1972年6月)
石磊（1972年6月—），汉族，河北黄骅人，中华人民共和国政治人物。曾任中共鸡泽县委书记，邯郸市人大常委会副主任。2023年10月任秦皇岛市委常委、常务副市长。2025年4月当选为秦皇岛市市长。